# Могилевер, Юлия Исаевна
Ю́лия Иса́евна Могиле́вер (род. 8 ноября 1948, Ленинград) — русская поэтесса, правозащитница.

## Биография
В доме, где росла Юлия, и в советское время присутствовала еврейская литература на иврите, сохранялась еврейская традиция.
По специальности Ю. Могилевер — программист. Принимала участие в подпольном сионистском движении, арестовывалась в административном порядке за участие в демонстрации.
Вдова деятеля сионистского и правозащитного движения Владимира Могилевера — одного из основателей и руководителей ленинградской сионистской организации, мать поэта Эли Бар-Яалома.
В Израиле с 1974 года. Живет в Хайфе. Печатается в сетевых литературных журналах и альманахах «Лимб», «Сетевая Словесность», «Самиздат», «Stern» и др. На некоторые её стихи написаны песни.

## Происхождение
Юлия Могилевер (в девичестве Шейнкар) происходит из семьи, связанной с еврейской традицией, каббалой и Эрец-Исраэль в течение многих поколений. Её родители: музыкант Исай Маркович Шейнкар (31 октября 1924, Харьков—31 января 1986, Хайфа) и Анна Давидовна Цыпина (р. 1924).
Среди её предков — основатель хасидизма р. Исраэль Бааль Шем Тов (и его внук р. Борух из Межибожа) и р. Йехиэль-Михл, магид из Злочева.
Прадед Юлии Могилевер, р. Моше Ханелес, в начале 20-го века посетил Эрец-Исраэль, где его дядя р. Нафтали Ханелес был главным раввином Цфата.

## Отзывы
Макс Фрай:

Хочется напиться. Желательно - в компании очень умной, очень талантливой, очень печальной, и столь же неуместной в этом смешном мире Юлии Могилевер, которая куда лучше, чем я сам, знает все, что я могу ей сказать:

"На клочке мирозданья, повально больном говорильней,

пребыванье мое не заразно, почти что стерильно -

никому не открою глаза, не затрону и не поведу,

спи, мой Гаммельн! Ни люди, ни мыши не услышат мою дуду."

Редакция «Иерусалимского журнала»:

Стихи Юлии Могилевер (Хайфа, или в ИЖевской топонимике “Улица Кармель”) – напряженный диалог с небом – вернее, с Небом; осознанное смирение марионетки, бессознательный бунт против управляющих нитей.

Татьяна Милова, журнал «Арион»:

Эта поэзия чаще всего адресуется к интернационалу Интернета, когда уже не столь важно, из какого языка она произрастает: русского, английского или ассемблера (ср. «Пятьдесят килобайтов стихов» Ю. Могилевер, талантливой поэтессы, — название весьма характерно). Но в «метрополии» русской литературы эти голоса уже прозвучали; породит ли поэтика этой группы новое направление или останется памятником самой себе, покажет будущее.